# Кузнечик (верблюд)
Кузнечик — кличка двугорбого верблюда, известного тем, что переносил грузы в частях Красной Армии СССР во время Великой Отечественной войны.

## Верблюды во Второй мировой войне
После Сталинградской битвы многие воинские части РККА начали использовать верблюдов на южном театре войны для транспортировки боевых припасов, горючего, продуктов питания, воды, топлива и даже раненых. Использование этих животных в качестве транспортных средств было вызвано открытой местностью Калмыкии, плохими дорогами и нехваткой воды, а также нехваткой других транспортных средств.
Так называемый «Верблюжий батальон», состоявший из около тысячи верблюдов, перенёс на значительное расстояние около двенадцати тысяч тонн различных грузов, которые без них потребовали бы использование примерно 134 грузовиков.

## От Сталинграда до Берлина
308-я стрелковая дивизия, сформированная 21 марта 1942 года в составе 1-й гвардейской армии, начала использовать двугорбого верблюда из Казахстана, которого солдаты называли Кузнечик, для перевозки пищевых продуктов. Говорят, что верблюд также служил ориентиром для солдат как «высокое и внушительное животное, видимое на большом расстоянии»
308-я стрелковая дивизия принимала активное участие в Сталинградской битве под командованием полковника Леонтия Гуртьева в составе 3-й армии (они защищали фабрику «Баррикады») на фронте Рокоссовского, была награждена почётным званием «Гвардейская», получила новый войсковой номер и переименована в 120-ю гвардейскую. Дальше 120-я гвардейская дивизия участвовала в освобождении города Орла, операции «Багратион», освобождении Белоруссии, в Восточно-Прусской операции и наконец, в битве за Берлин.
Кузнечик выполнял свои обязанности в тылу, следовал за сибирским военным формированием на всём пути в Берлин. По рассказам, его привели к Рейхстагу, и он плюнул на разрушенное здание.
Иные источники говорят, что Кузнечик погиб во время воздушной бомбардировки в 1945 году в военной компании в Прибалтике.